# Thomas Otway
Thomas Otway (Trotton, West Sussex, 1651. március 3. – London, 1685. április 14.) angol drámaíró.

## Élete
Humphrey Otway segédlelkész fiaként született. Winchesterben tanult és 1669-ben az oxfordi egyetemen volt hallgató, de 1672 őszén otthagyta az intézményt és a színpadra lépett, ahol azonban nem aratott sikert. Mint drámaíró szerencsésebb volt (első darabja: Alcibiades, 1675) és Don Carlos c. tragédiája (1676) nagy sikert aratott. Két legjobb tragédiája The Orphan (1680) és Venice preserved (1681) nem talált tetszésre. Ezt az utóbbit, melyben nagy drámai erő és kiváló színpadi érzék nyilatkozik, 1895 novemberében színre vitték Párizsban és sikerrel adták. Műveinek legjobb kiadása Thorntól (3 kötet, London 1813).

## Magyarul
- A megóvott Velence vagy Az elárult összeesküvés. Tragédia; ford., utószó Jánosházy György; Kriterion, Bukarest, 1978 (Drámák)